# Serra do Itapeti
Serra do Itapeti (por vezes grafada como Serra do Itapety) é um terreno acidentado do relevo brasileiro, especificamente dentro da classificação de mares de morros, que se estende por aproximadamente 5,2 mil hectares do Estado de São Paulo, cobrindo parte do território dos municípios de Mogi das Cruzes, Suzano e Guararema. Do total de 5,2 mil hectares, 442 hectares são legalmente protegidos pelas unidas de conservação do Sistema Nacional de Unidades de Conservação da Natureza, sendo 89,7 hectares pertencentes à Estação Ecológica de Itapeti, e 352,3 hectares ao Parque Natural Municipal Francisco Affonso de Mello, ambos localizados em Mogi das Cruzes.
Vista de Mogi a serra atravessa de oeste ao leste, tendo-se à oeste o ponto mais alto o Pico do Urubu com 1160 metros de altitude e as Torres da Cruz do Século, com 1140 metros, no centro da serra a Pedra do Lagarto com 1090 metros e, na ponta leste, o Morro da Estrada 5 Estrelas com 1035 metros.
A área também é utilizada por agricultores produtores de hortaliças, frutas (por exemplo, o caqui), cogumelos, mais outros produtos que são consumidos no Brasil e no mundo. Após propostas para que se tornasse área de preservação ambiental, em toda a área da Serra do Itapeti foi instituída a APA Serra do Itapeti, em novembro de 2018.
O Parque Natural Municipal Francisco Affonso de Mello, localizado em Mogi das Cruzes, com a fauna e flora nativas da Mata Atlântica, é referência para a comunidade científica e um referencial para a comunidade, que participa de visitas monitoradas. O parque abriga 32 espécies de anfíbios, 185 de aves, 24 de mamíferos, 245 de borboletas, 165 de formigas, e 83 espécies de aranha; Foram encontradas 122 espécies de plantas e angiospermas.

### Fauna
A Serra do Itapeti está em uma região de transição entre a Serra do Mar e a Serra da Mantiqueira, ambas com vegetação típica de influência da umidade do mar da Mata Atlântica. Os animais que alí vivem formam uma complexa biodiversidade com interações dos animais entre si dentro da cadeia alimentar e com o grande número de plantas comestíveis com frutos diversos. A grande extensão da Serra do Itapeti com áreas bem preservadas, como aquela próxima ao Pico do Urubu e do Parque Municipal de Mogi das Cruzes e as áreas dentro do município de Guararema, permite observar muitas espécies de borboletas típicas da região. Há relatos de onças pardas e pintadas na região, assim como podem ser visualizados várias espécies de gavião (Tesoura, Carcará, e gaviões pequenos brancos e castanhos), pelo menos 2 espécies diferentes de Tucano (bico laranja e bico verde), de Jacus e Jacutingas, Garças grandes e pequenas que caçam nos lagos ao redor da Serra do Itapeti. Já foram registradas fotos de raposas nas regiões dos caquizeiros na face norte da Serra.

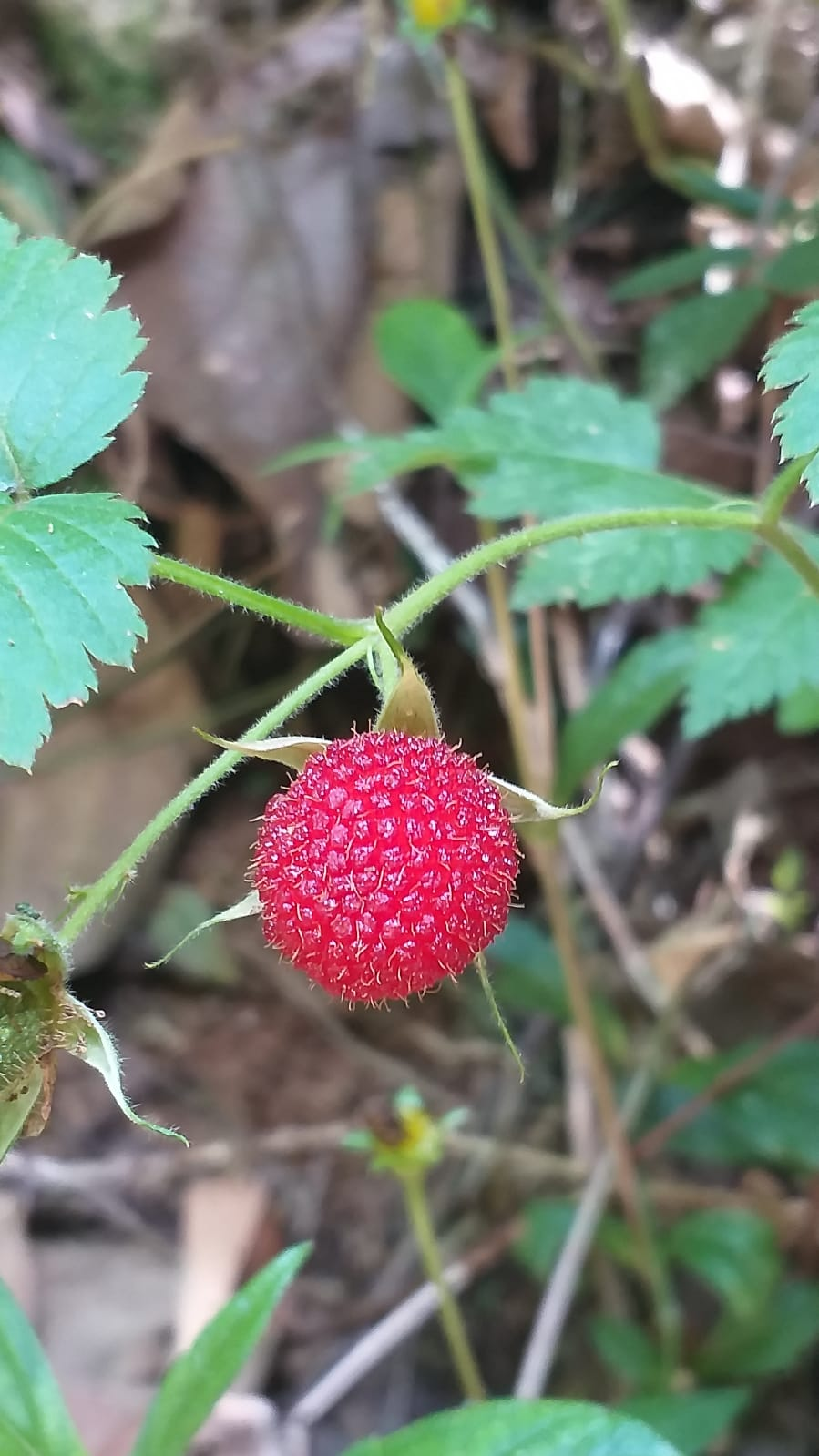
Amora Selavagem perto da Serra Itapeti

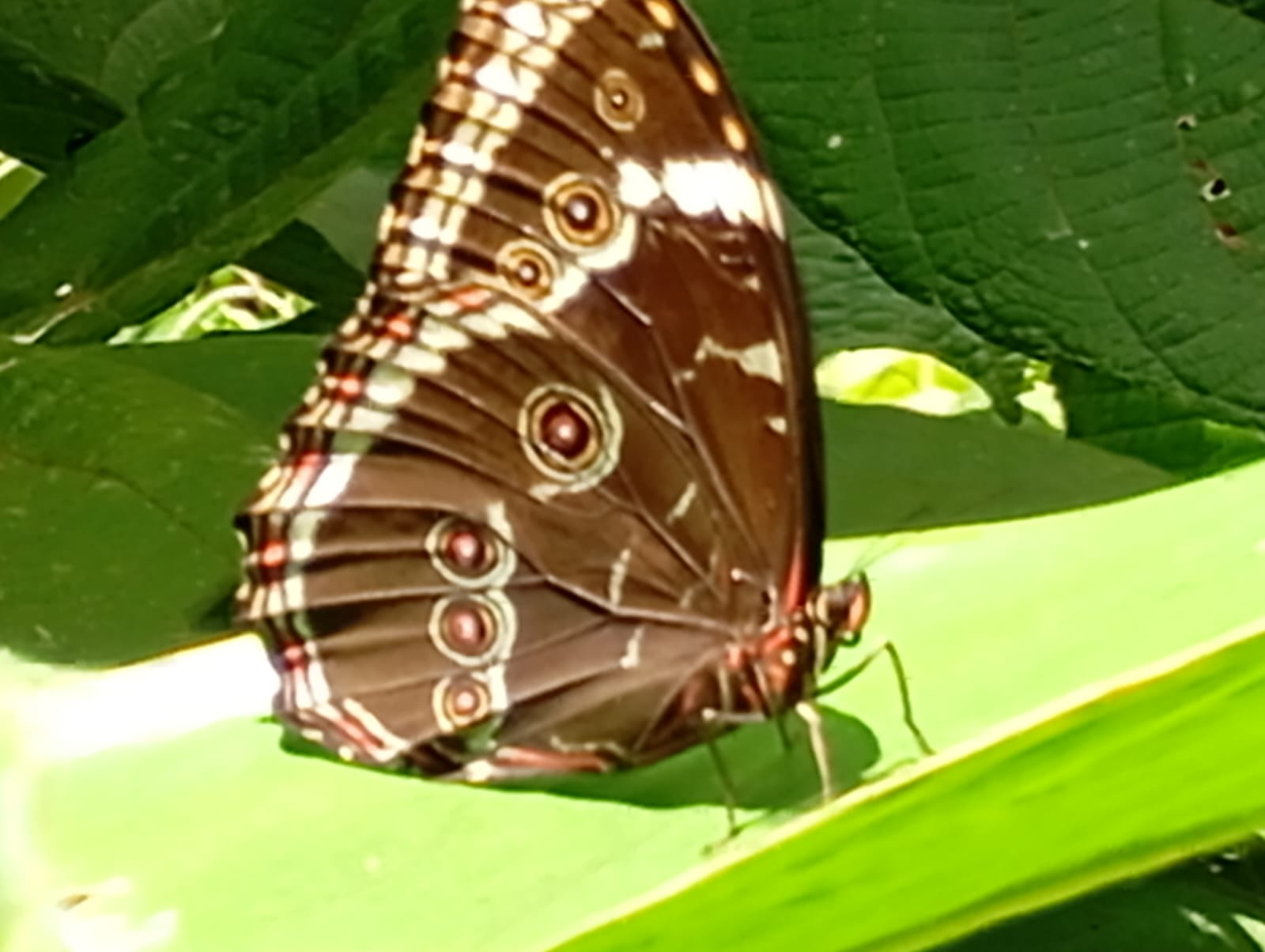
Azul por dentro e Marrom por fora. Serra Itapeti

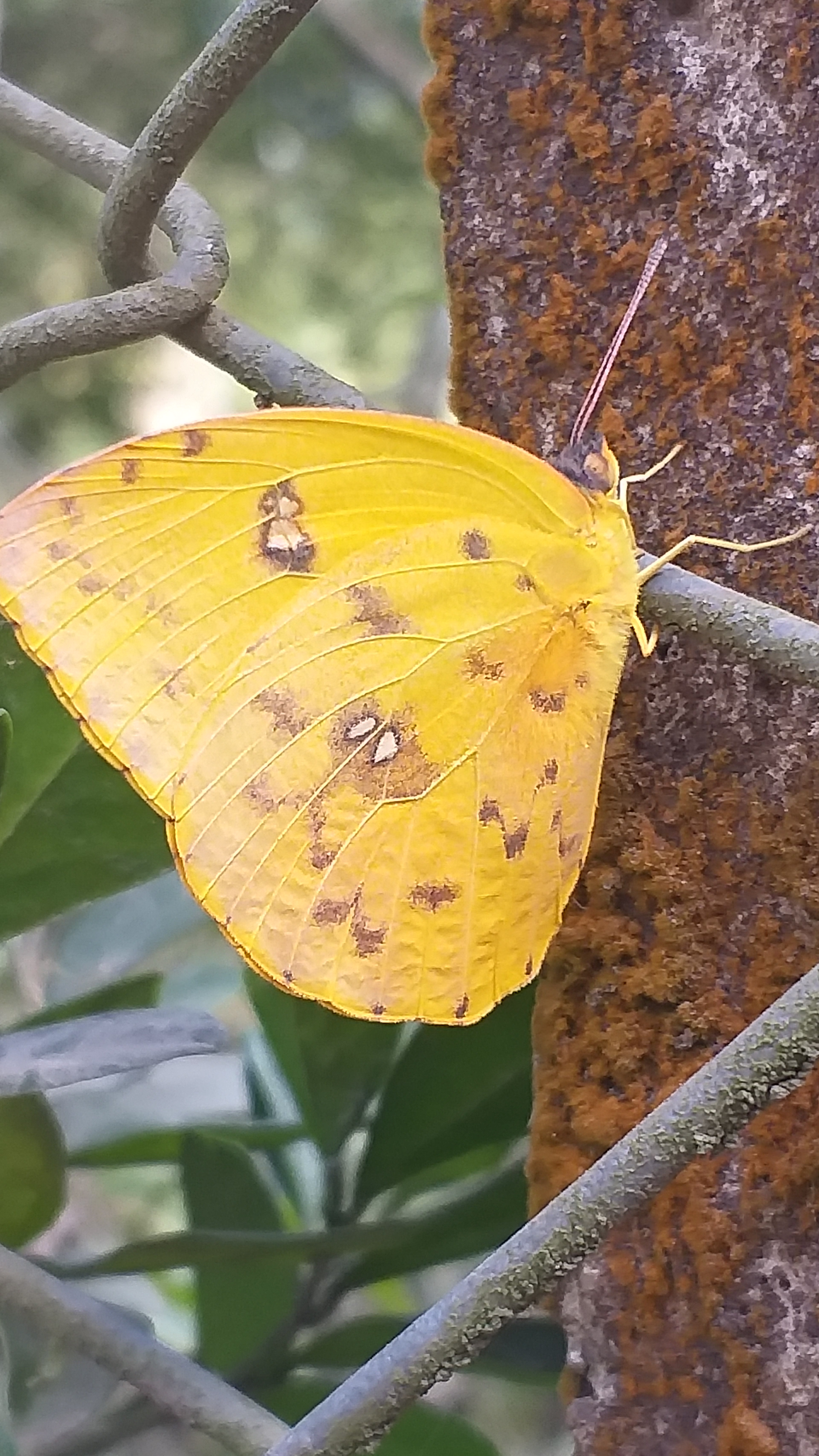
Borboleta Amarela Serra Itapeti Mogi.

#### Borboletas, Tucanos, Raposas

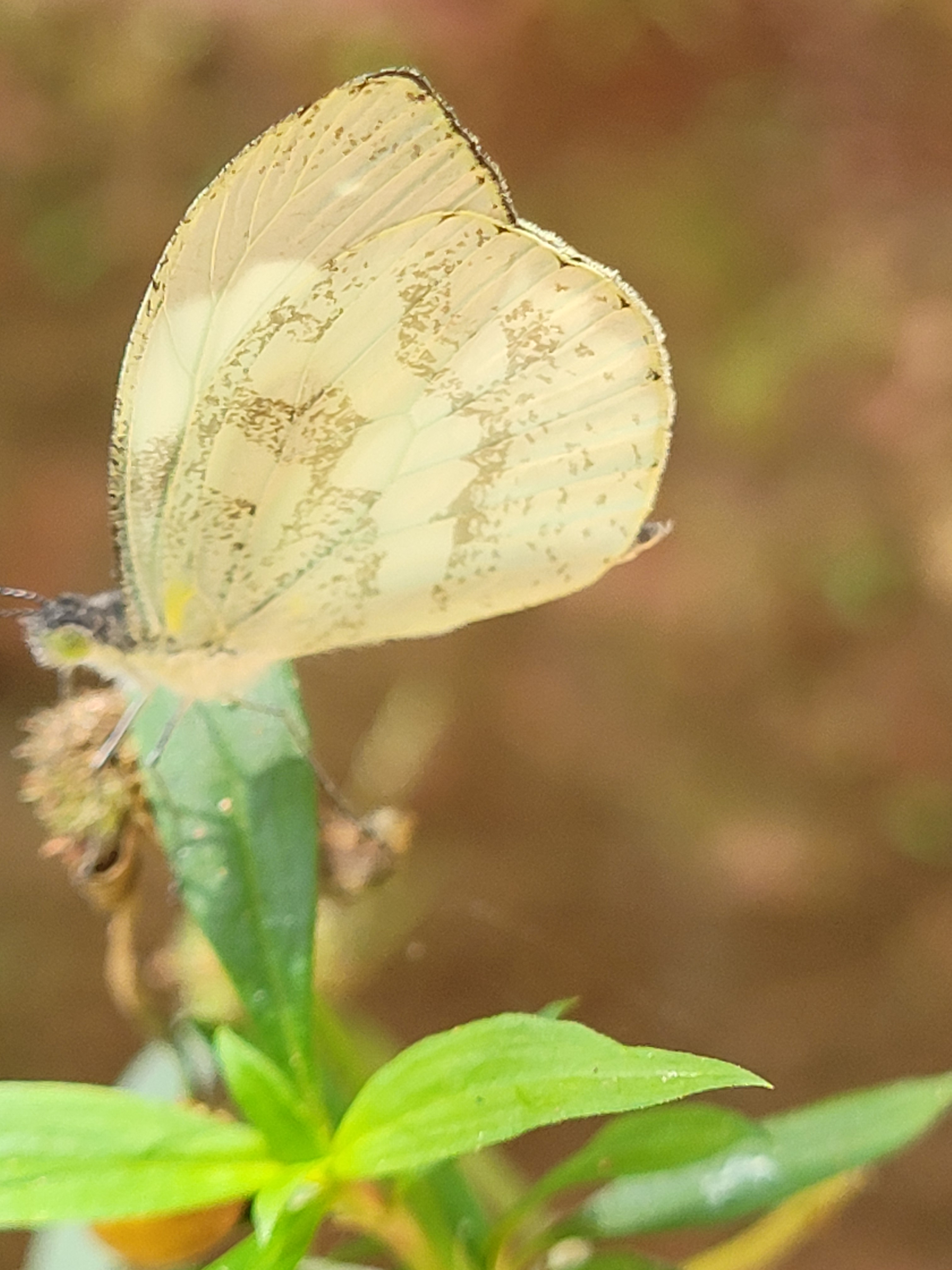
Borboleta pós chuvas de verão_Pico do Urubu

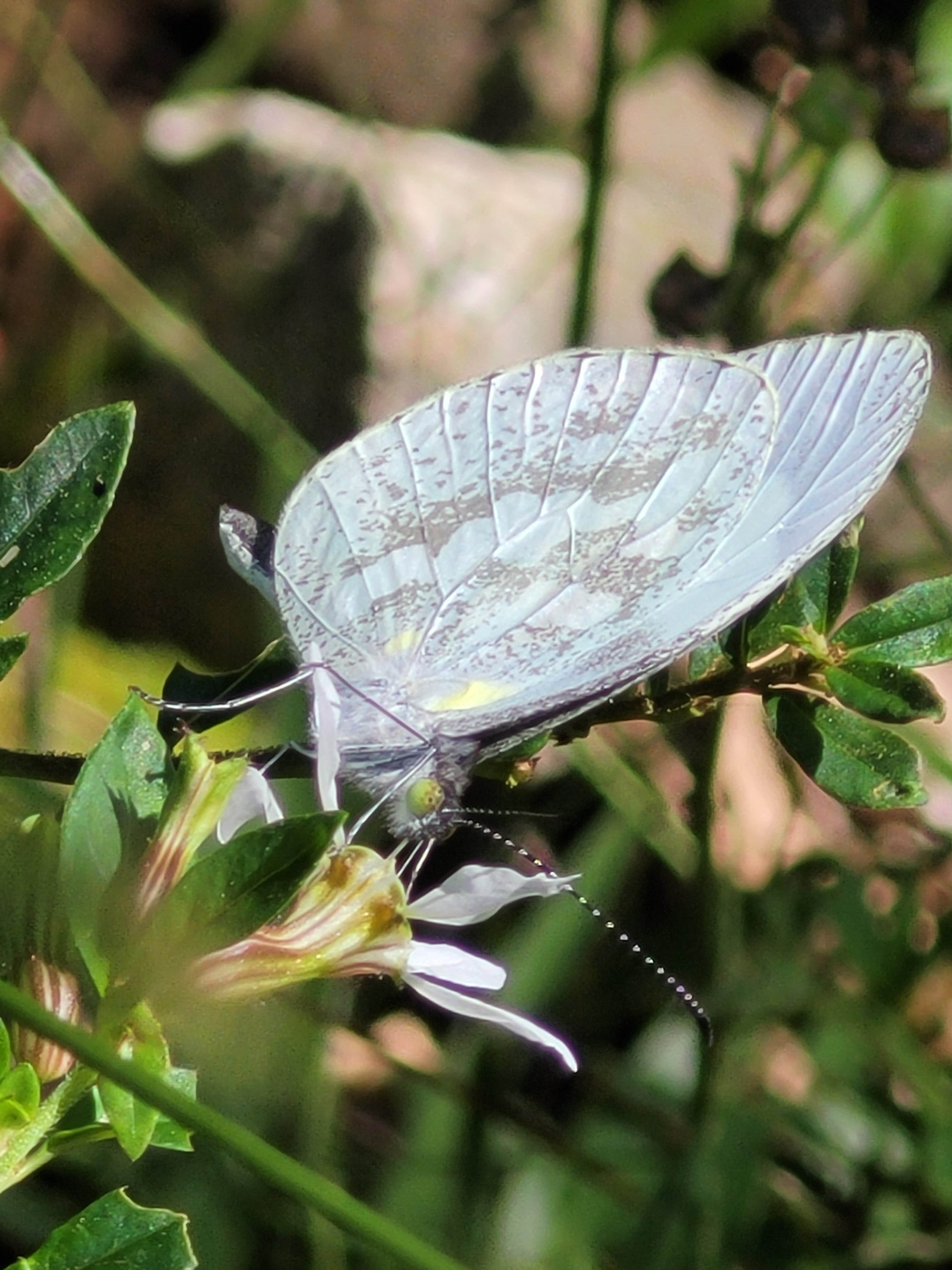
Borboletinha branca

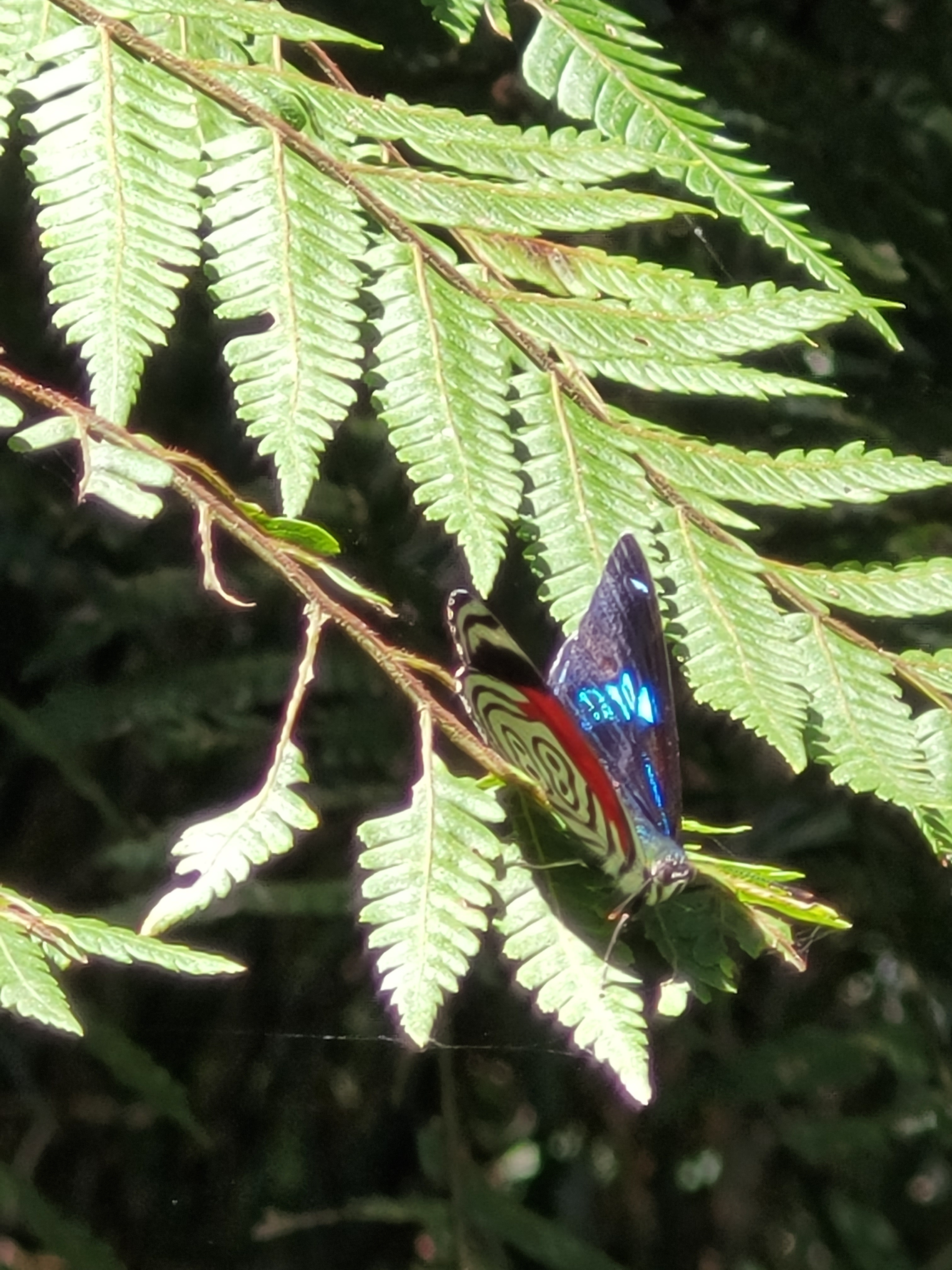
Borboleta no Pico do Urubu _ Serra do Itapeti

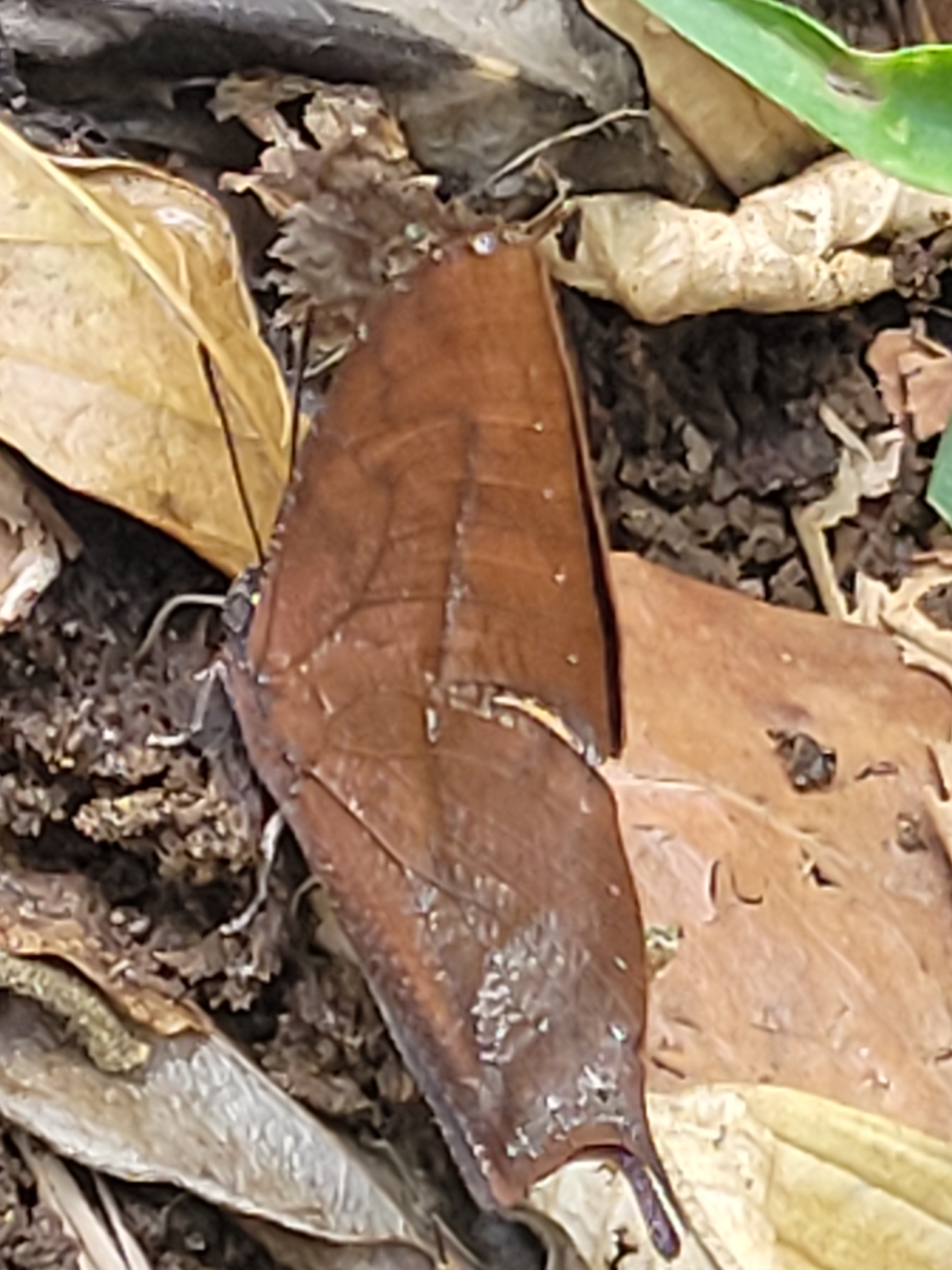
Borboleta Marrom

A Serra do itapeti é um xecelente lugar para caminhadas, corridas, ciclismo, turismo ecológico, sendo possível visualizar borboletas nos dias de sol e vários outros animais da ampla fauna que vive na serra. Há pelo menos 3 tipos diferentes de bosboletas azuis, uma grande, uma média e uma pequena como pode ser vista na foto a seguir.
| {{{caption}}} |
| Borboleta     |

| {{{caption}}} |
| Borboleta     |

| {{{caption}}}           |
| Borboleta azul e marrom |

| {{{caption}}}   |
| Raposa-do-campo |

| {{{caption}}}                      |
| Pôr-do-sol visto do bairro Mogilar |